# Янранайваам
Янранайваам (Янранайвеем)— река на Дальнем Востоке России. Протекает по территории Чаунского района Чукотского автономного округа. Длина реки — 19 км.
Название в переводе с чукот. — «река у отдельной горы».
Берёт истоки у подножия Шелагского хребта, протекает в юго-западном направлении по территории Чаунской низменности, впадает в Чаунскую губу Восточно-Сибирского моря.
В низовье расположено чукотское национальное село Янранай.

## Топографические карты
- Лист карты R-59-78-A,B.
- Лист карты R-59-XXI,XXII Певек. Масштаб: 1 : 200 000. Состояние местности на 1980 год. Издание 1986 г.